# Île Hohenlohe
L'île Hohenlohe (en russe : остров Гогенлоэ, ostrov Goguenloé) est une île de la terre François-Joseph.

## Géographie
Située entre l'île Rudolf au nord, dont elle est séparée de 9 km par le détroit de Neumayer, et l'île Karl-Alexander, au sud, dont elle est séparée de 8 km par le détroit de Triningen, elle mesure 6 km de long et est entièrement glacée. Son point culminant est à 137 m.

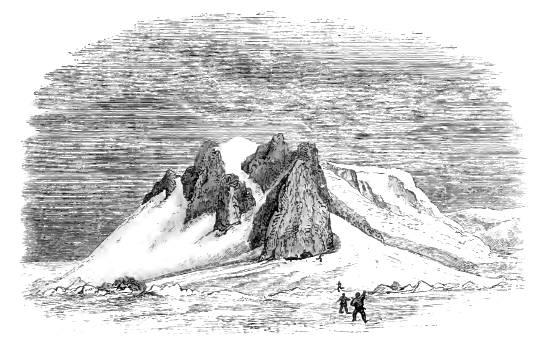
Le Cap Schroetter, cap de l'île Hohenlohe, dessin de Julius von Payer (1876)

## Histoire
Découverte par Julius von Payer et Karl Weyprecht en 1873, elle a été nommée en l'honneur de la dynastie princière Hohenlohe. Elle est abordée par Evelyn Briggs Baldwin en 1894, puis par Fridtjof Nansen lors de son expédition (1893-1896).